# Asesinato de José Pardines
El asesinato de José Antonio Pardines tuvo lugar en Guipúzcoa (España) el 7 de junio de 1968 y es considerado el primer asesinato cometido por la organización terrorista nacionalista vasca Euskadi Ta Askatasuna (ETA). José Antonio Pardines Arcay, de 25 años de edad, era agente de la Guardia Civil y se encontraba regulando el tráfico en la carretera N-1 a la altura de Aduna (Guipúzcoa) cuando fue asesinado por dos militantes de ETA, Txabi Etxebarrieta e Iñaki Sarasketa.

## La víctima: Pardines
José Antonio Pardines Arcay había nacido en la localidad costera de Malpica de Bergantiños (La Coruña) el 1 de junio de 1943. Siendo como era hijo y nieto de guardias civiles, Pardines, el mayor de tres hermanos, optó por hacer carrera en la Benemérita para hacer frente a las estrecheces económicas de su familia.
El 25 de abril de 1963 comenzó su andadura en este cuerpo policial con su ingreso en la Academia Regional de Instrucción de Barcelona, donde permaneció hasta el 15 de julio de ese año. Empezó su servicio en la localidad asturiana de Tudela Veguín, hasta que pocas semanas más tarde solicitara especializarse como motorista en la Comandancia Móvil de Madrid. Su petición fue aceptada, terminando el curso correspondiente el 18 de diciembre de 1963. Dos años después, el 8 de enero de 1966, fue destinado en el Subsector de Tráfico de la Guardia Civil de San Sebastián, en la que completó su primer trienio de servicio. Apenas un año más tarde, el 3 de enero de 1967, Pardines solicitó su regreso a Asturias. No obstante, tras disfrutar a partir del 3 de febrero de un permiso de 20 días en su Galicia natal, pidió continuar en la capital guipuzcoana. Probablemente este cambio de opinión se debiera a la relación sentimental que por entonces mantenía con una joven salmantina residente en Usúrbil llamada Emilia, dado que no consta que volviera a pedir ningún otro permiso hasta su asesinato en junio del año siguiente. Esta relación se mantuvo hasta la muerte de Pardines.

## Antecedentes
Aunque la apuesta por la violencia era un hecho en ETA desde su fundación, fue en su IV Asamblea (1965) donde se optó por una estrategia de acción-reacción, consistente en provocar mediante atentados una represión generalizada a todo el País Vasco por parte de la dictadura franquista. De esta manera la dirección de la banda esperaba involucrar al conjunto de la sociedad vasca en la «guerra revolucionaria» por la independencia de Euskadi. Esta estrategia comenzó a aplicarse a partir de la segunda parte de su V Asamblea, celebrada en marzo de 1967. Para realizar este fin la organización cometió varios atracos para financiarse y así poder adquirir el armamento que precisaba para su estrategia de acción-reacción. En esa época ETA intensificó su campaña de sabotajes y atentados contra ayuntamientos, sedes sindicales franquistas, monumentos de la dictadura o propiedades de personas a las que acusaban de colaborar con las Fuerzas de Orden Público. 
La radicalización resultante de esta creciente ola de violencia se hizo evidente muy pronto. Así, con motivo del Aberri Eguna de 1968, uno de los líderes más carismáticos de la banda, Txabi Etxebarrieta escribió que «para nadie es un secreto que difícilmente saldremos de 1968 sin algún muerto».

## El atentado
El 2 de junio de 1968 la dirección de ETA decidió asesinar a los jefes de las Brigadas de Investigación Social de Bilbao y San Sebastián, los policías José María Junquera y Melitón Manzanas, respectivamente. Esta última acción se le encargó a Txabi Etxebarrieta. Era la primera vez que la banda tomaba una decisión semejante. 
Cinco días después, Etxebarrieta viajaba en un Seat 850 con su compañero Iñaki Sarasketa rumbo a Beasáin por la carretera Nacional I. 
Ese 7 de junio de 1968, Pardines y su compañero Félix de Diego Martínez estaban de servicio en un control en la carretera local de Aduna a la altura de Villabona (Guipúzcoa), encargados del control del tráfico en una zona en obras, situados uno en cada extremo del tramo de carretera. 
Su jornada transcurría con normalidad hasta que a Pardines, situado en el punto kilométrico 446,700, le llamó la atención un Seat 850 Coupé blanco con matrícula Z-73497. Esta placa le trajo a la memoria la de un vehículo robado, por lo que decidió interceptarlo y pedir la documentación a los dos ocupantes, Etxebarrieta y Sarasketa. Éstos habían cogido ese desvío debido a unas obras en la Nacional I.
Mientras rodeaba el vehículo y se agachaba para comprobar que los datos de la documentación se correspondían con los del automóvil, los del motor y los del bastidor, del coche salieron los dos ocupantes, sacando uno de ellos una pistola y disparándole un tiro en la cabeza a quemarropa. Posteriormente dispararon cuatro tiros más al guardia civil. Eran las 17:30.
En esos instantes pasaba por el lugar un camionero que detuvo su camión al oír el ruido del disparo, pensando que había pinchado una rueda. Al bajar del vehículo y ver lo acontecido, trató de reducir a los dos pistoleros, pero lo encañonaron y lograron huir. 
Después los dos etarras huyeron del lugar, pasando junto al compañero de Pardines, el guardia Félix de Diego, que no se había percatado de nada. Tras ser informado de lo ocurrido por el camionero que presenció el tiroteo, de Diego —quien en 1979 también murió asesinado por ETA— dio el aviso y se puso en marcha un operativo de búsqueda de los pistoleros.
Iñaki Sarasketa manifestaría años después su propia versión de lo sucedido:

Supongo que el guardia civil se dio cuenta de que la matrícula era falsa. Al menos, sospechó. Nos pidió la documentación y dio la vuelta al coche para comprobar. Txabi me dijo «Si lo descubre, lo mato»…Le contesté: «No hace falta, lo desarmamos y nos vamos»… Salimos del coche. El guardia civil nos daba la espalda. Estaba de cuclillas mirando el motor en la parte de atrás…Susurró: «Esto no coincide...». Txabi sacó la pistola y le disparó. Cayó boca arriba. Volvió a dispararle tres o cuatro tiros más en el pecho. Había tomado centraminas y quizá eso influyó. En cualquier caso fue un día aciago. Un error. Era un guardia civil anónimo, un pobre chaval. No había ninguna necesidad de que aquel hombre muriera.

## Persecución de los asesinos
Poco después, ambos etarras fueron interceptados por las patrullas de la Guardia Civil cerca de Tolosa. En ese momento Txabi Etxebarrieta sacó la pistola y los agentes forcejearon con él para arrebatarle el arma; al echar mano a la pistola también Sarasketa, se produjo un tiroteo en el que Txabi resultó herido de gravedad. El etarra fue trasladado al hospital de Tolosa, donde finalmente falleció. Sarasketa consiguió escapar inicialmente, pero fue detenido unas horas más tarde, en la madrugada del 8 de junio, en la iglesia de la localidad guipuzcoana de Régil, donde se había ocultado.

## Consecuencias

### Mitificación del suceso
Gracias al testimonio de un camionero que pasaba por el lugar, la prensa de la época pudo dar una información bastante ajustada a la realidad de los hechos. No obstante, el hecho de que los medios de comunicación estuvieran habitualmente controlados por la imperante dictadura de Francisco Franco hizo que los sectores de población que discrepaban de este desconfiaran de la versión oficial. Este hecho fue utilizado durante años por ETA y sus simpatizantes para ofrecer una versión de los hechos según la cual Pardines había intentado hacer uso de su arma y ello había obligado a Txabi Etxebarrieta a dispararle en defensa propia.
Dicha versión, que proporcionaba una visión heroica del comportamiento de Etxebarrieta, fue sostenida oficialmente por la izquierda abertzale durante décadas. No fue impedimento para ello ni el hecho de que Iñaki Sarasketa, único superviviente del suceso, dijera en una entrevista concedida al diario Egin con motivo del décimo aniversario del suceso (el 7 de junio de 1978) que Txabi había disparado a Pardines a sangre fría y por la espalda, ni su posterior ampliación de los hechos en la entrevista concedida a La Revista de El Mundo el 7 de junio de 1998 (a los treinta años del asesinato); todavía el 7 de junio de 2008, a los cuarenta años del suceso, el diario Gara afirmaba lo siguiente: «Pardines intenta sacar su arma, pero Etxebarrieta dispara primero. El guardia civil cae muerto».
Una obra colectiva de 2018, coordinada por Gaizka Fernández Soldevilla y Florencio Domínguez Iribarren, ha arrojado más luz sobre este crimen y las circunstancias que lo rodearon, ya que sus autores tuvieron acceso al sumario del juicio contra Iñaki Sarasketa. Sus investigaciones permiten descartar tanto la citada versión tradicionalmente defendida desde la izquierda abertzale —según la cual Pardines disparó primero y los etarras lo mataron en defensa propia— como la versión generalmente aceptada durante años, que es la que dio Sarasketa culpando exclusivamente a su compañero muerto, Etxebarrieta, del asesinato del guardia civil. En el lugar del crimen se hallaron cuatro casquillos, dos de la pistola Astra 600-43 de Etxebarrieta y otros dos de la Astra Falcón de Sarasketa, a los que habría que sumar un quinto proyectil alojado dentro del cuerpo de Pardines correspondiente al arma de Etxebarrieta.

### Repercusiones
El asesinato no premeditado de Pardines fue el inicio de una escalada de violencia que se prolongaría durante décadas. La posterior muerte del asesino de Pardines durante su detención, presentada por ETA como una ejecución extrajudicial perpetrada a sangre fría por los guardias civiles, serviría para justificar el posterior asesinato por la organización del Inspector-Jefe de la Brigada Político-Social de Guipúzcoa, Melitón Manzanas, que en realidad ya se había decidido antes de la muerte de Etxebarrieta (el inspector jefe de Vizcaya José María Junquera salvó la vida). A partir de allí, la dinámica de acción-reacción-acción previamente adoptada por ETA dominaría la política vasca incluso muchos años después de desaparecida la dictadura del general Franco.
Cabe añadir que este asesinato también repercutió en la vida de su único testigo, el camionero Fermín Garcés, quien a raíz de este suceso ingresó en la Guardia Civil años después.

## DocumentalNacional-I
En 2018 se presentó en la Fundación Miguel Ángel Blanco el documental Nacional 1, en el que participan, entre otros, Jon Juaristi y Teo Uriarte, y narra el asesinato.